# Golensizi

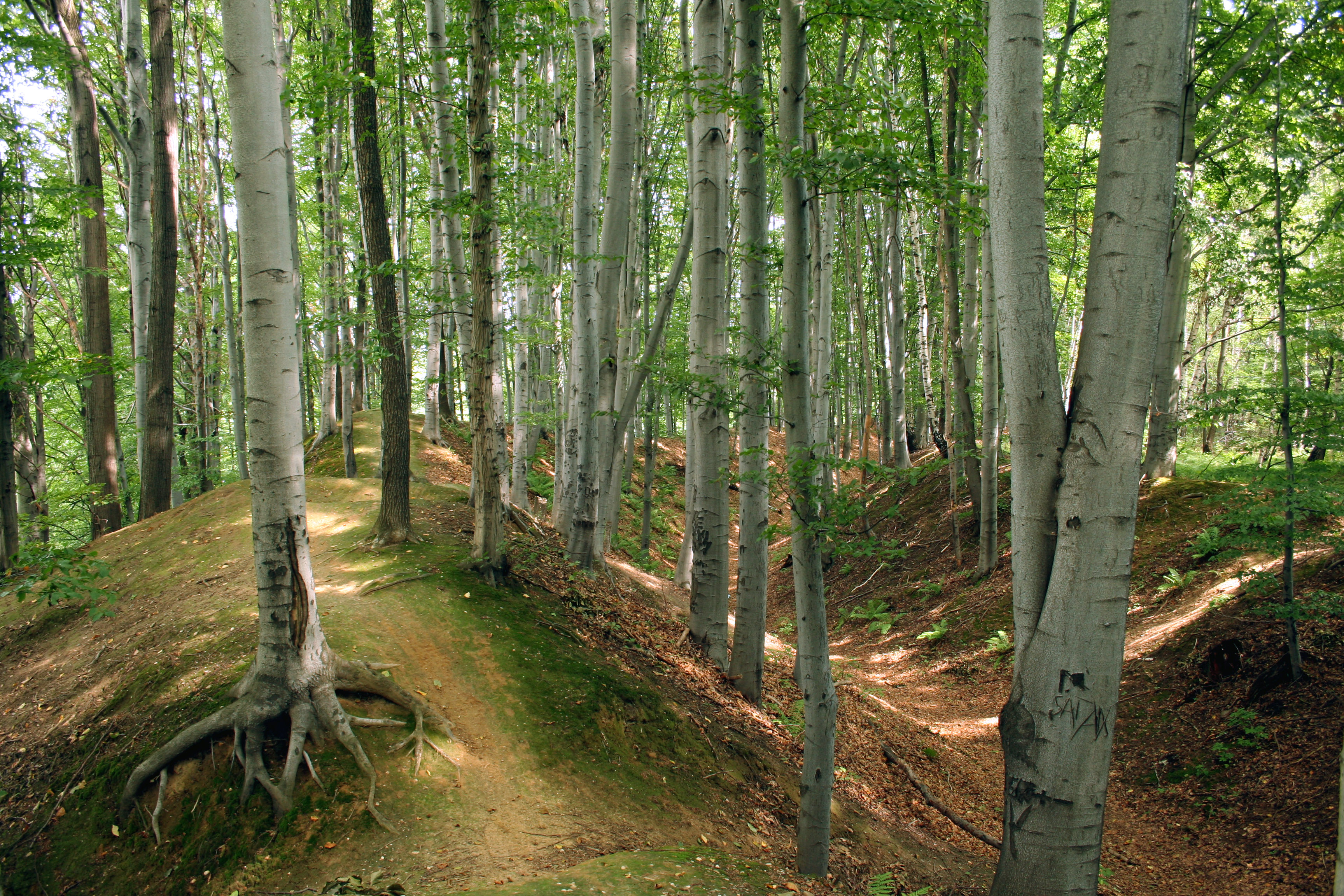
Golensizi gord à Lubomia (Pologne)

Les Golensizi (polonais : Golęszycy, Gołęszycy, Golęszyce, Gołęszyce, Gołężyce, tchèque : Holasici, allemand : Golensizen) sont une tribu de Slaves occidentaux, particulièrement composés des tribus lechitiques (une des tribus silésiennes), vivant au début du Moyen Âge et habitant les territoires méridionaux, de ce qu’on appellera plus tard, la Haute-Silésie, sur le cours supérieur du fleuve Oder. 
La région fut colonisée par les Slaves après son abandon par les tribus germaniques entre le Ve et le VIe siècle. Plus tard, la tribu organisée de Golensizi, selon le géographe bavarois, possédait 5 civitates (forteresses). Parmi elles, les plus remarquables se trouvaient à Lubomia (la plus grande), Chotěbuz et Hradec nad Moravicí, qui, en 1155, était désignée par Gradice Golenzicezke. Certaines d'entre elles ont probablement été détruites à la fin du IXe siècle par Svatopluk Ier, roi de Grande-Moravie. La colonie des Chotěbuz détruits s’est installée à Castle Hill (Góra Zamkowa), dans l’actuelle ville de Cieszyn. Certains historiens prétendent que la région était alors dirigée par la Grande Moravie, bien que cela fait maintenant l'objet de controverses. En 990, Mieszko Ier de Pologne a rattaché la région à son état. Le conflit entre les États polonais et tchèques sur le territoire a été résolu par un traité de Kłodzko en 1137. La plus petite partie de la région située autour d'Opava s'est retrouvée dans l'État tchèque, tandis que le reste, en Pologne, où il a été divisé en deux castellans : Cieszyn et Racibórz. 

## Voir également
- Liste des tribus slaves médiévales